# Eleições legislativas de 2019 em Viseu

## Resultados Oficiais
| Partido                 | Partido                        | Votos  | %               | +/-  |
| ----------------------- | ------------------------------ | ------ | --------------- | ---- |
|                         | Partido Socialista             | 8 884  | 29,38 / 100,00  | 2,85 |
|                         | Partido Social Democrata       | 8 636  | 28,56 / 100,00  | -    |
|                         | Bloco de Esquerda              | 2 957  | 9,78 / 100,00   | 5,94 |
|                         | CDS – Partido Popular          | 1 927  | 6,37 / 100,00   | -    |
|                         | Pessoas–Animais–Natureza       | 1 382  | 4,57 / 100,00   | 3,35 |
|                         | Coligação Democrática Unitária | 892    | 2,95 / 100,00   | 2,62 |
|                         | Aliança                        | 807    | 2,67 / 100,00   | Novo |
|                         | LIVRE                          | 530    | 1,75 / 100,00   | 0,25 |
|                         | Basta!                         | 468    | 1,55 / 100,00   | 0,68 |
|                         | Nós, Cidadãos!                 | 373    | 1,23 / 100,00   | Novo |
|                         | Outros (com menos de 1,00%)    | 809    | 2,67 / 100,00   |      |
| Votos Inválidos         | Votos Inválidos                | 2 576  | 8,52 / 100,00   | 0,20 |
| Total                   | Total                          | 30 241 | 100,00 / 100,00 |      |
| Eleitorado/Participação | Eleitorado/Participação        | 93 002 | 32,52 / 100,00  | 1,11 |

## Resultados por Freguesia
Os resultados seguintes referem-se aos partidos que obtiveram mais de 1,00% dos votos:
| Freguesia                          | %     | %     | %     | %    | %    | %    | %    | %    | %    | %    | Votantes |
| Freguesia                          | PS    | PSD   | BE    | CDS  | PAN  | CDU  | A    | L    | B!   | NC!  | Votantes |
| ---------------------------------- | ----- | ----- | ----- | ---- | ---- | ---- | ---- | ---- | ---- | ---- | -------- |
| Abraveses                          | 30,98 | 26,02 | 9,59  | 5,37 | 5,20 | 3,98 | 2,28 | 1,46 | 1,91 | 1,34 | 2 460    |
| Barreiros e Cepões                 | 33,81 | 32,17 | 6,76  | 6,35 | 3,48 | 2,46 | 1,64 | 0,61 | 1,43 | 1,43 | 488      |
| Boa Aldeia, Farminhão e Torredeita | 42,13 | 24,36 | 7,13  | 4,71 | 3,23 | 1,21 | 1,48 | 1,48 | 1,08 | 0,67 | 743      |
| Bodiosa                            | 21,33 | 43,41 | 6,40  | 7,78 | 2,26 | 1,38 | 1,13 | 1,00 | 1,00 | 0,88 | 797      |
| Calde                              | 30,18 | 42,46 | 4,35  | 5,88 | 2,81 | 1,28 | 0,26 | 1,02 | 1,02 | 0,26 | 391      |
| Campo                              | 25,56 | 34,44 | 8,30  | 6,43 | 5,99 | 2,96 | 2,74 | 1,16 | 1,44 | 1,23 | 1 385    |
| Cavernães                          | 25,00 | 40,19 | 7,01  | 6,78 | 3,74 | 1,64 | 1,17 | 1,40 | 0,70 | 0,23 | 428      |
| Cota                               | 32,09 | 40,69 | 3,72  | 9,17 | 3,15 | 0    | 1,72 | 0    | 1,15 | 0,57 | 349      |
| Coutos de Viseu                    | 35,67 | 30,63 | 5,25  | 5,69 | 4,81 | 2,19 | 1,09 | 1,31 | 1,31 | 1,97 | 457      |
| Fail e Vila Chã de Sá              | 39,40 | 26,53 | 6,44  | 2,83 | 3,77 | 2,04 | 2,04 | 0,78 | 2,20 | 1,57 | 637      |
| Fragosela                          | 32,71 | 29,98 | 8,46  | 7,59 | 4,35 | 1,49 | 2,74 | 0,87 | 1,24 | 0,62 | 804      |
| Lordosa                            | 32,48 | 37,23 | 4,16  | 8,32 | 3,17 | 0,59 | 0,59 | 0,99 | 0,59 | 0,40 | 505      |
| Mundão                             | 28,42 | 27,37 | 11,05 | 3,95 | 5,13 | 3,42 | 2,50 | 1,84 | 1,05 | 1,97 | 760      |
| Orgens                             | 30,71 | 24,32 | 11,37 | 5,34 | 4,20 | 3,67 | 2,54 | 2,19 | 1,57 | 1,75 | 1 143    |
| Povolide                           | 34,57 | 35,11 | 10,64 | 3,19 | 3,72 | 1,86 | 0,27 | 1,06 | 1,06 | 0,53 | 376      |
| Ranhados                           | 25,86 | 22,72 | 12,36 | 7,05 | 6,27 | 3,62 | 3,56 | 2,83 | 2,17 | 1,02 | 1 659    |
| Repeses e São Salvador             | 29,68 | 23,98 | 13,23 | 5,60 | 4,06 | 4,16 | 2,73 | 2,63 | 1,29 | 1,09 | 2 018    |
| Ribafeita                          | 23,97 | 46,49 | 4,84  | 6,05 | 4,36 | 1,94 | 1,69 | 0,97 | 1,21 | 0,24 | 413      |
| Rio de Loba                        | 27,07 | 27,69 | 11,16 | 6,81 | 4,86 | 2,99 | 2,68 | 1,71 | 1,48 | 1,17 | 2 571    |
| Santos Evos                        | 39,22 | 35,09 | 5,96  | 3,21 | 2,75 | 2,29 | 1,83 | 0,92 | 0,92 | 0,46 | 436      |
| São Cipriano e Vil de Souto        | 30,05 | 30,73 | 6,45  | 6,28 | 4,07 | 3,57 | 3,06 | 1,19 | 3,06 | 0,68 | 589      |
| São João de Lourosa                | 33,59 | 25,85 | 10,14 | 5,34 | 2,94 | 2,86 | 4,02 | 1,08 | 1,93 | 1,32 | 1 292    |
| São Pedro de France                | 33,56 | 40,69 | 8,97  | 1,84 | 1,84 | 1,38 | 0,69 | 1,61 | 1,15 | 1,15 | 435      |
| Silgueiros                         | 33,76 | 31,19 | 6,66  | 7,59 | 2,92 | 0,58 | 1,99 | 0,35 | 2,80 | 0,35 | 856      |
| Viseu                              | 26,73 | 25,72 | 12,00 | 6,81 | 5,35 | 3,48 | 3,55 | 2,39 | 1,49 | 1,67 | 8 249    |
| Viseu                              | 29,38 | 28,56 | 9,78  | 6,37 | 4,57 | 2,95 | 2,67 | 1,75 | 1,55 | 1,23 | 30 241   |

###### Abraveses
| Partido                 | Partido                        | Votos | %               | +/-  |
| ----------------------- | ------------------------------ | ----- | --------------- | ---- |
|                         | Partido Socialista             | 762   | 30,98 / 100,00  | 4,90 |
|                         | Partido Social Democrata       | 640   | 26,02 / 100,00  | -    |
|                         | Bloco de Esquerda              | 236   | 9,59 / 100,00   | 4,84 |
|                         | CDS – Partido Popular          | 132   | 5,37 / 100,00   | -    |
|                         | Pessoas–Animais–Natureza       | 128   | 5,20 / 100,00   | 3,69 |
|                         | Coligação Democrática Unitária | 98    | 3,98 / 100,00   | 3,92 |
|                         | Aliança                        | 56    | 2,28 / 100,00   | Novo |
|                         | Basta!                         | 47    | 1,91 / 100,00   | 0,69 |
|                         | LIVRE                          | 36    | 1,46 / 100,00   | 0,26 |
|                         | Nós, Cidadãos!                 | 33    | 1,34 / 100,00   | Novo |
|                         | Outros (com menos de 1,00%)    | 60    | 2,43 / 100,00   |      |
| Votos Inválidos         | Votos Inválidos                | 232   | 9,44 / 100,00   | 0,26 |
| Total                   | Total                          | 2 460 | 100,00 / 100,00 |      |
| Eleitorado/Participação | Eleitorado/Participação        | 7 740 | 31,78 / 100,00  | 2,10 |

###### Barreiros e Cepões
| Partido                 | Partido                                         | Votos | %               | +/-  |
| ----------------------- | ----------------------------------------------- | ----- | --------------- | ---- |
|                         | Partido Socialista                              | 165   | 33,81 / 100,00  | 7,65 |
|                         | Partido Social Democrata                        | 157   | 32,17 / 100,00  | -    |
|                         | Bloco de Esquerda                               | 33    | 6,76 / 100,00   | 5,96 |
|                         | CDS – Partido Popular                           | 31    | 6,35 / 100,00   | -    |
|                         | Pessoas–Animais–Natureza                        | 17    | 3,48 / 100,00   | 2,47 |
|                         | Coligação Democrática Unitária                  | 12    | 2,46 / 100,00   | 1,60 |
|                         | Aliança                                         | 8     | 1,64 / 100,00   | Novo |
|                         | Basta!                                          | 7     | 1,43 / 100,00   | 0,18 |
|                         | Nós, Cidadãos!                                  | 7     | 1,43 / 100,00   | Novo |
|                         | Partido Comunista dos Trabalhadores Portugueses | 5     | 1,02 / 100,00   | 0,01 |
|                         | Outros (com menos de 1,00%)                     | 10    | 2,03 / 100,00   |      |
| Votos Inválidos         | Votos Inválidos                                 | 36    | 7,37 / 100,00   | 0,88 |
| Total                   | Total                                           | 488   | 100,00 / 100,00 |      |
| Eleitorado/Participação | Eleitorado/Participação                         | 1 774 | 27,51 / 100,00  | 3,16 |

###### Boa Aldeia, Farminhão e Torredeita
| Partido                 | Partido                        | Votos | %               | +/-  |
| ----------------------- | ------------------------------ | ----- | --------------- | ---- |
|                         | Partido Socialista             | 313   | 42,13 / 100,00  | 6,80 |
|                         | Partido Social Democrata       | 181   | 24,36 / 100,00  | -    |
|                         | Bloco de Esquerda              | 53    | 7,13 / 100,00   | 2,67 |
|                         | CDS – Partido Popular          | 35    | 4,71 / 100,00   | -    |
|                         | Pessoas–Animais–Natureza       | 24    | 3,23 / 100,00   | 2,80 |
|                         | Aliança                        | 11    | 1,48 / 100,00   | Novo |
|                         | LIVRE                          | 11    | 1,48 / 100,00   | 0,50 |
|                         | Coligação Democrática Unitária | 9     | 1,21 / 100,00   | 3,03 |
|                         | Basta!                         | 8     | 1,08 / 100,00   | 0,53 |
|                         | Outros (com menos de 1,00%)    | 18    | 2,42 / 100,00   |      |
| Votos Inválidos         | Votos Inválidos                | 80    | 10,77 / 100,00  | 2,51 |
| Total                   | Total                          | 743   | 100,00 / 100,00 |      |
| Eleitorado/Participação | Eleitorado/Participação        | 2 349 | 31,63 / 100,00  | 2,72 |

###### Bodiosa
| Partido                 | Partido                        | Votos | %               | +/-  |
| ----------------------- | ------------------------------ | ----- | --------------- | ---- |
|                         | Partido Social Democrata       | 346   | 43,41 / 100,00  | -    |
|                         | Partido Socialista             | 170   | 21,33 / 100,00  | 4,47 |
|                         | CDS – Partido Popular          | 62    | 7,78 / 100,00   | -    |
|                         | Bloco de Esquerda              | 51    | 6,40 / 100,00   | 2,65 |
|                         | Pessoas–Animais–Natureza       | 18    | 2,26 / 100,00   | 1,84 |
|                         | Coligação Democrática Unitária | 11    | 1,38 / 100,00   | 1,95 |
|                         | Aliança                        | 9     | 1,13 / 100,00   | Novo |
|                         | LIVRE                          | 8     | 1,00 / 100,00   | 0,27 |
|                         | Basta!                         | 8     | 1,00 / 100,00   | 0,07 |
|                         | Outros (com menos de 1,00%)    | 19    | 2,40 / 100,00   |      |
| Votos Inválidos         | Votos Inválidos                | 95    | 11,92 / 100,00  | 2,76 |
| Total                   | Total                          | 797   | 100,00 / 100,00 |      |
| Eleitorado/Participação | Eleitorado/Participação        | 2 966 | 26,87 / 100,00  | 1,12 |

###### Calde
| Partido                 | Partido                        | Votos | %               | +/-  |
| ----------------------- | ------------------------------ | ----- | --------------- | ---- |
|                         | Partido Social Democrata       | 166   | 42,46 / 100,00  | -    |
|                         | Partido Socialista             | 118   | 30,18 / 100,00  | 3,48 |
|                         | CDS – Partido Popular          | 23    | 5,88 / 100,00   | -    |
|                         | Bloco de Esquerda              | 17    | 4,35 / 100,00   | 1,44 |
|                         | Pessoas–Animais–Natureza       | 11    | 2,81 / 100,00   | 1,84 |
|                         | Coligação Democrática Unitária | 5     | 1,28 / 100,00   | 0,42 |
|                         | LIVRE                          | 4     | 1,02 / 100,00   | 0,53 |
|                         | Basta!                         | 4     | 1,02 / 100,00   | 0,78 |
|                         | Outros (com menos de 1,00%)    | 9     | 2,32 / 100,00   |      |
| Votos Inválidos         | Votos Inválidos                | 34    | 8,70 / 100,00   | 2,87 |
| Total                   | Total                          | 391   | 100,00 / 100,00 |      |
| Eleitorado/Participação | Eleitorado/Participação        | 1 641 | 23,83 / 100,00  | 2,91 |

###### Campo
| Partido                 | Partido                        | Votos | %               | +/-  |
| ----------------------- | ------------------------------ | ----- | --------------- | ---- |
|                         | Partido Social Democrata       | 477   | 34,44 / 100,00  | -    |
|                         | Partido Socialista             | 354   | 25,56 / 100,00  | 4,12 |
|                         | Bloco de Esquerda              | 115   | 8,30 / 100,00   | 5,59 |
|                         | CDS – Partido Popular          | 89    | 6,43 / 100,00   | -    |
|                         | Pessoas–Animais–Natureza       | 83    | 5,99 / 100,00   | 5,24 |
|                         | Coligação Democrática Unitária | 41    | 2,96 / 100,00   | 1,45 |
|                         | Aliança                        | 38    | 2,74 / 100,00   | Novo |
|                         | Basta!                         | 20    | 1,44 / 100,00   | 0,83 |
|                         | Nós, Cidadãos!                 | 17    | 1,23 / 100,00   | Novo |
|                         | LIVRE                          | 16    | 1,16 / 100,00   | 1,15 |
|                         | Outros (com menos de 1,00%)    | 28    | 2,02 / 100,00   |      |
| Votos Inválidos         | Votos Inválidos                | 107   | 7,73 / 100,00   | 2,17 |
| Total                   | Total                          | 1 385 | 100,00 / 100,00 |      |
| Eleitorado/Participação | Eleitorado/Participação        | 4 708 | 29,42 / 100,00  | 0,01 |

###### Cavernães
| Partido                 | Partido                        | Votos | %               | +/-  |
| ----------------------- | ------------------------------ | ----- | --------------- | ---- |
|                         | Partido Social Democrata       | 172   | 40,19 / 100,00  | -    |
|                         | Partido Socialista             | 107   | 25,00 / 100,00  | 0,83 |
|                         | Bloco de Esquerda              | 30    | 7,01 / 100,00   | 5,46 |
|                         | CDS – Partido Popular          | 29    | 6,78 / 100,00   | -    |
|                         | Pessoas–Animais–Natureza       | 16    | 3,74 / 100,00   | 2,63 |
|                         | Coligação Democrática Unitária | 7     | 1,64 / 100,00   | 1,46 |
|                         | LIVRE                          | 6     | 1,40 / 100,00   | 0,07 |
|                         | Aliança                        | 5     | 1,17 / 100,00   | Novo |
|                         | Outros (com menos de 1,00%)    | 10    | 2,32 / 100,00   |      |
| Votos Inválidos         | Votos Inválidos                | 46    | 10,74 / 100,00  | 3,42 |
| Total                   | Total                          | 428   | 100,00 / 100,00 |      |
| Eleitorado/Participação | Eleitorado/Participação        | 1 315 | 32,55 / 100,00  | 2,08 |

###### Cota
| Partido                 | Partido                     | Votos | %               | +/-  |
| ----------------------- | --------------------------- | ----- | --------------- | ---- |
|                         | Partido Social Democrata    | 142   | 40,69 / 100,00  | -    |
|                         | Partido Socialista          | 112   | 32,09 / 100,00  | 9,19 |
|                         | CDS – Partido Popular       | 32    | 9,17 / 100,00   | -    |
|                         | Bloco de Esquerda           | 13    | 3,72 / 100,00   | 2,96 |
|                         | Pessoas–Animais–Natureza    | 11    | 3,15 / 100,00   | 1,37 |
|                         | Aliança                     | 6     | 1,72 / 100,00   | Novo |
|                         | Basta!                      | 4     | 1,15 / 100,00   | 0,39 |
|                         | Outros (com menos de 1,00%) | 8     | 2,30 / 100,00   |      |
| Votos Inválidos         | Votos Inválidos             | 21    | 6,02 / 100,00   | 3,90 |
| Total                   | Total                       | 349   | 100,00 / 100,00 |      |
| Eleitorado/Participação | Eleitorado/Participação     | 1 236 | 28,24 / 100,00  | 1,36 |

###### Coutos de Viseu
| Partido                 | Partido                        | Votos | %               | +/-  |
| ----------------------- | ------------------------------ | ----- | --------------- | ---- |
|                         | Partido Socialista             | 163   | 35,67 / 100,00  | 5,19 |
|                         | Partido Social Democrata       | 140   | 30,63 / 100,00  | -    |
|                         | CDS – Partido Popular          | 26    | 5,69 / 100,00   | -    |
|                         | Bloco de Esquerda              | 24    | 5,25 / 100,00   | 1,82 |
|                         | Pessoas–Animais–Natureza       | 22    | 4,81 / 100,00   | 4,05 |
|                         | Coligação Democrática Unitária | 10    | 2,19 / 100,00   | 3,14 |
|                         | Nós, Cidadãos!                 | 9     | 1,97 / 100,00   | Novo |
|                         | LIVRE                          | 6     | 1,31 / 100,00   | 0,40 |
|                         | Basta!                         | 6     | 1,31 / 100,00   | 0,74 |
|                         | Aliança                        | 5     | 1,09 / 100,00   | Novo |
|                         | Outros (com menos de 1,00%)    | 9     | 1,98 / 100,00   |      |
| Votos Inválidos         | Votos Inválidos                | 37    | 8,09 / 100,00   | 2,18 |
| Total                   | Total                          | 457   | 100,00 / 100,00 |      |
| Eleitorado/Participação | Eleitorado/Participação        | 1 468 | 31,13 / 100,00  | 0,75 |

###### Fail e Vila Chã de Sá
| Partido                 | Partido                        | Votos | %               | +/-  |
| ----------------------- | ------------------------------ | ----- | --------------- | ---- |
|                         | Partido Socialista             | 251   | 39,40 / 100,00  | 1,94 |
|                         | Partido Social Democrata       | 169   | 26,53 / 100,00  | -    |
|                         | Bloco de Esquerda              | 41    | 6,44 / 100,00   | 2,11 |
|                         | Pessoas–Animais–Natureza       | 24    | 3,77 / 100,00   | 3,77 |
|                         | CDS – Partido Popular          | 18    | 2,83 / 100,00   | -    |
|                         | Basta!                         | 14    | 2,20 / 100,00   | 1,45 |
|                         | Coligação Democrática Unitária | 13    | 2,04 / 100,00   | 1,69 |
|                         | Aliança                        | 13    | 2,04 / 100,00   | Novo |
|                         | Nós, Cidadãos!                 | 10    | 1,57 / 100,00   | Novo |
|                         | Iniciativa Liberal             | 7     | 1,10 / 100,00   | Novo |
|                         | Outros (com menos de 1,00%)    | 21    | 3,29 / 100,00   |      |
| Votos Inválidos         | Votos Inválidos                | 56    | 8,79 / 100,00   | 2,23 |
| Total                   | Total                          | 637   | 100,00 / 100,00 |      |
| Eleitorado/Participação | Eleitorado/Participação        | 2 444 | 26,06 / 100,00  | 0,59 |

###### Fragosela
| Partido                 | Partido                        | Votos | %               | +/-  |
| ----------------------- | ------------------------------ | ----- | --------------- | ---- |
|                         | Partido Socialista             | 263   | 32,71 / 100,00  | 0,86 |
|                         | Partido Social Democrata       | 241   | 29,98 / 100,00  | -    |
|                         | Bloco de Esquerda              | 68    | 8,46 / 100,00   | 5,05 |
|                         | CDS – Partido Popular          | 61    | 7,59 / 100,00   | -    |
|                         | Pessoas–Animais–Natureza       | 35    | 4,35 / 100,00   | 3,61 |
|                         | Aliança                        | 22    | 2,74 / 100,00   | Novo |
|                         | Coligação Democrática Unitária | 12    | 1,49 / 100,00   | 2,36 |
|                         | Basta!                         | 10    | 1,24 / 100,00   | 0,50 |
|                         | Outros (com menos de 1,00%)    | 31    | 3,84 / 100,00   |      |
| Votos Inválidos         | Votos Inválidos                | 61    | 7,59 / 100,00   | 1,44 |
| Total                   | Total                          | 804   | 100,00 / 100,00 |      |
| Eleitorado/Participação | Eleitorado/Participação        | 2 348 | 34,24 / 100,00  | 5,65 |

###### Lordosa
| Partido                 | Partido                     | Votos | %               | +/-  |
| ----------------------- | --------------------------- | ----- | --------------- | ---- |
|                         | Partido Social Democrata    | 188   | 37,23 / 100,00  | -    |
|                         | Partido Socialista          | 164   | 32,48 / 100,00  | 7,31 |
|                         | CDS – Partido Popular       | 42    | 8,32 / 100,00   | -    |
|                         | Bloco de Esquerda           | 21    | 4,16 / 100,00   | 1,63 |
|                         | Pessoas–Animais–Natureza    | 16    | 3,17 / 100,00   | 2,16 |
|                         | Outros (com menos de 1,00%) | 26    | 5,15 / 100,00   |      |
| Votos Inválidos         | Votos Inválidos             | 48    | 9,51 / 100,00   | 2,75 |
| Total                   | Total                       | 505   | 100,00 / 100,00 |      |
| Eleitorado/Participação | Eleitorado/Participação     | 2 017 | 25,04 / 100,00  | 0,03 |

###### Mundão
| Partido                 | Partido                        | Votos | %               | +/-  |
| ----------------------- | ------------------------------ | ----- | --------------- | ---- |
|                         | Partido Socialista             | 216   | 28,42 / 100,00  | 3,63 |
|                         | Partido Social Democrata       | 208   | 27,37 / 100,00  | -    |
|                         | Bloco de Esquerda              | 84    | 11,05 / 100,00  | 9,21 |
|                         | Pessoas–Animais–Natureza       | 39    | 5,13 / 100,00   | 3,71 |
|                         | CDS – Partido Popular          | 30    | 3,95 / 100,00   | -    |
|                         | Coligação Democrática Unitária | 26    | 3,42 / 100,00   | 2,67 |
|                         | Aliança                        | 19    | 2,50 / 100,00   | Novo |
|                         | Nós, Cidadãos!                 | 15    | 1,97 / 100,00   | Novo |
|                         | LIVRE                          | 14    | 1,84 / 100,00   | 0,28 |
|                         | Basta!                         | 8     | 1,05 / 100,00   | 0,06 |
|                         | Outros (com menos de 1,00%)    | 17    | 2,22 / 100,00   |      |
| Votos Inválidos         | Votos Inválidos                | 84    | 11,05 / 100,00  | 0,71 |
| Total                   | Total                          | 760   | 100,00 / 100,00 |      |
| Eleitorado/Participação | Eleitorado/Participação        | 2 107 | 36,07 / 100,00  | 3,25 |

###### Orgens
| Partido                 | Partido                        | Votos | %               | +/-  |
| ----------------------- | ------------------------------ | ----- | --------------- | ---- |
|                         | Partido Socialista             | 351   | 30,71 / 100,00  | 5,31 |
|                         | Partido Social Democrata       | 278   | 24,32 / 100,00  | -    |
|                         | Bloco de Esquerda              | 130   | 11,37 / 100,00  | 6,70 |
|                         | CDS – Partido Popular          | 61    | 5,34 / 100,00   | -    |
|                         | Pessoas–Animais–Natureza       | 48    | 4,20 / 100,00   | 2,58 |
|                         | Coligação Democrática Unitária | 42    | 3,67 / 100,00   | 4,33 |
|                         | Aliança                        | 29    | 2,54 / 100,00   | Novo |
|                         | LIVRE                          | 25    | 2,19 / 100,00   | 0,14 |
|                         | Nós, Cidadãos!                 | 20    | 1,75 / 100,00   | Novo |
|                         | Basta!                         | 18    | 1,57 / 100,00   | 0,58 |
|                         | Outros (com menos de 1,00%)    | 36    | 3,14 / 100,00   |      |
| Votos Inválidos         | Votos Inválidos                | 105   | 9,18 / 100,00   | 0,07 |
| Total                   | Total                          | 1 143 | 100,00 / 100,00 |      |
| Eleitorado/Participação | Eleitorado/Participação        | 3 288 | 34,76 / 100,00  | 1,53 |

###### Povolide
| Partido                 | Partido                        | Votos | %               | +/-  |
| ----------------------- | ------------------------------ | ----- | --------------- | ---- |
|                         | Partido Social Democrata       | 132   | 35,11 / 100,00  | -    |
|                         | Partido Socialista             | 130   | 34,57 / 100,00  | 1,24 |
|                         | CDS – Partido Popular          | 40    | 10,64 / 100,00  | -    |
|                         | Pessoas–Animais–Natureza       | 14    | 3,72 / 100,00   | 3,50 |
|                         | Bloco de Esquerda              | 12    | 3,19 / 100,00   | 1,67 |
|                         | Coligação Democrática Unitária | 7     | 1,86 / 100,00   | 2,90 |
|                         | LIVRE                          | 4     | 1,06 / 100,00   | 0,24 |
|                         | Basta!                         | 4     | 1,06 / 100,00   | 0,62 |
|                         | Outros (com menos de 1,00%)    | 10    | 2,66 / 100,00   |      |
| Votos Inválidos         | Votos Inválidos                | 23    | 6,12 / 100,00   | 0,16 |
| Total                   | Total                          | 376   | 100,00 / 100,00 |      |
| Eleitorado/Participação | Eleitorado/Participação        | 1 675 | 22,45 / 100,00  | 3,10 |

###### Ranhados
| Partido                 | Partido                        | Votos | %               | +/-  |
| ----------------------- | ------------------------------ | ----- | --------------- | ---- |
|                         | Partido Socialista             | 429   | 25,86 / 100,00  | 0,21 |
|                         | Partido Social Democrata       | 377   | 22,72 / 100,00  | -    |
|                         | Bloco de Esquerda              | 205   | 12,36 / 100,00  | 6,54 |
|                         | CDS – Partido Popular          | 117   | 7,05 / 100,00   | -    |
|                         | Pessoas–Animais–Natureza       | 104   | 6,27 / 100,00   | 4,94 |
|                         | Coligação Democrática Unitária | 60    | 3,62 / 100,00   | 3,46 |
|                         | Aliança                        | 59    | 3,56 / 100,00   | Novo |
|                         | LIVRE                          | 47    | 2,83 / 100,00   | 0,25 |
|                         | Basta!                         | 36    | 2,17 / 100,00   | 1,05 |
|                         | Nós, Cidadãos!                 | 17    | 1,02 / 100,00   | Novo |
|                         | Outros (com menos de 1,00%)    | 48    | 2,90 / 100,00   |      |
| Votos Inválidos         | Votos Inválidos                | 160   | 9,65 / 100,00   | 0,09 |
| Total                   | Total                          | 1 659 | 100,00 / 100,00 |      |
| Eleitorado/Participação | Eleitorado/Participação        | 4 528 | 36,64 / 100,00  | 1,77 |

###### Repeses e São Salvador
| Partido                 | Partido                        | Votos | %               | +/-  |
| ----------------------- | ------------------------------ | ----- | --------------- | ---- |
|                         | Partido Socialista             | 599   | 29,68 / 100,00  | 0,86 |
|                         | Partido Social Democrata       | 484   | 23,98 / 100,00  | -    |
|                         | Bloco de Esquerda              | 267   | 13,23 / 100,00  | 9,65 |
|                         | CDS – Partido Popular          | 113   | 5,60 / 100,00   | -    |
|                         | Coligação Democrática Unitária | 84    | 4,16 / 100,00   | 2,79 |
|                         | Pessoas–Animais–Natureza       | 82    | 4,06 / 100,00   | 2,37 |
|                         | Aliança                        | 55    | 2,73 / 100,00   | Novo |
|                         | LIVRE                          | 53    | 2,63 / 100,00   | 0,15 |
|                         | Basta!                         | 26    | 1,29 / 100,00   | 0,66 |
|                         | Nós, Cidadãos!                 | 22    | 1,09 / 100,00   | Novo |
|                         | Outros (com menos de 1,00%)    | 69    | 3,42 / 100,00   |      |
| Votos Inválidos         | Votos Inválidos                | 164   | 8,12 / 100,00   | 1,21 |
| Total                   | Total                          | 2 018 | 100,00 / 100,00 |      |
| Eleitorado/Participação | Eleitorado/Participação        | 5 214 | 38,70 / 100,00  | 1,40 |

###### Ribafeita
| Partido                 | Partido                        | Votos | %               | +/-  |
| ----------------------- | ------------------------------ | ----- | --------------- | ---- |
|                         | Partido Social Democrata       | 192   | 46,49 / 100,00  | -    |
|                         | Partido Socialista             | 99    | 23,97 / 100,00  | 3,07 |
|                         | CDS – Partido Popular          | 25    | 6,05 / 100,00   | -    |
|                         | Bloco de Esquerda              | 20    | 4,84 / 100,00   | 1,64 |
|                         | Pessoas–Animais–Natureza       | 18    | 4,36 / 100,00   | 3,51 |
|                         | Coligação Democrática Unitária | 8     | 1,94 / 100,00   | 0,62 |
|                         | Aliança                        | 7     | 1,69 / 100,00   | Novo |
|                         | Basta!                         | 5     | 1,21 / 100,00   | 0,14 |
|                         | Outros (com menos de 1,00%)    | 17    | 4,11 / 100,00   |      |
| Votos Inválidos         | Votos Inválidos                | 22    | 5,33 / 100,00   | 0,22 |
| Total                   | Total                          | 413   | 100,00 / 100,00 |      |
| Eleitorado/Participação | Eleitorado/Participação        | 1 293 | 31,94 / 100,00  | 2,12 |

###### Rio de Loba
| Partido                 | Partido                        | Votos | %               | +/-  |
| ----------------------- | ------------------------------ | ----- | --------------- | ---- |
|                         | Partido Social Democrata       | 712   | 27,69 / 100,00  | -    |
|                         | Partido Socialista             | 696   | 27,07 / 100,00  | 1,57 |
|                         | Bloco de Esquerda              | 287   | 11,16 / 100,00  | 6,83 |
|                         | CDS – Partido Popular          | 175   | 6,81 / 100,00   | -    |
|                         | Pessoas–Animais–Natureza       | 125   | 4,86 / 100,00   | 3,23 |
|                         | Coligação Democrática Unitária | 77    | 2,99 / 100,00   | 3,02 |
|                         | Aliança                        | 69    | 2,68 / 100,00   | Novo |
|                         | LIVRE                          | 44    | 1,71 / 100,00   | 0,09 |
|                         | Basta!                         | 38    | 1,48 / 100,00   | 0,74 |
|                         | Nós, Cidadãos!                 | 30    | 1,17 / 100,00   | Novo |
|                         | Outros (com menos de 1,00%)    | 64    | 2,49 / 100,00   |      |
| Votos Inválidos         | Votos Inválidos                | 254   | 9,88 / 100,00   | 0,95 |
| Total                   | Total                          | 2 571 | 100,00 / 100,00 |      |
| Eleitorado/Participação | Eleitorado/Participação        | 8 228 | 31,25 / 100,00  | 0,94 |

###### Santos Evos
| Partido                 | Partido                        | Votos | %               | +/-  |
| ----------------------- | ------------------------------ | ----- | --------------- | ---- |
|                         | Partido Socialista             | 171   | 39,22 / 100,00  | 4,12 |
|                         | Partido Social Democrata       | 153   | 35,09 / 100,00  | -    |
|                         | Bloco de Esquerda              | 26    | 5,96 / 100,00   | 3,88 |
|                         | CDS – Partido Popular          | 14    | 3,21 / 100,00   | -    |
|                         | Pessoas–Animais–Natureza       | 12    | 2,75 / 100,00   | 2,29 |
|                         | Coligação Democrática Unitária | 10    | 2,29 / 100,00   | 0,71 |
|                         | Aliança                        | 8     | 1,83 / 100,00   | Novo |
|                         | Outros (com menos de 1,00%)    | 22    | 5,04 / 100,00   |      |
| Votos Inválidos         | Votos Inválidos                | 20    | 4,59 / 100,00   | 2,34 |
| Total                   | Total                          | 436   | 100,00 / 100,00 |      |
| Eleitorado/Participação | Eleitorado/Participação        | 1 473 | 29,60 / 100,00  | 2,81 |

###### São Cipriano e Vil de Souto
| Partido                 | Partido                        | Votos | %               | +/-  |
| ----------------------- | ------------------------------ | ----- | --------------- | ---- |
|                         | Partido Social Democrata       | 181   | 30,73 / 100,00  | -    |
|                         | Partido Socialista             | 177   | 30,05 / 100,00  | 9,07 |
|                         | Bloco de Esquerda              | 38    | 6,45 / 100,00   | 2,25 |
|                         | CDS – Partido Popular          | 37    | 6,28 / 100,00   | -    |
|                         | Pessoas–Animais–Natureza       | 24    | 4,07 / 100,00   | 2,53 |
|                         | Coligação Democrática Unitária | 21    | 3,57 / 100,00   | 1,19 |
|                         | Aliança                        | 18    | 3,06 / 100,00   | Novo |
|                         | Basta!                         | 18    | 3,06 / 100,00   | 1,66 |
|                         | LIVRE                          | 7     | 1,19 / 100,00   | 0,07 |
|                         | Outros (com menos de 1,00%)    | 14    | 2,38 / 100,00   |      |
| Votos Inválidos         | Votos Inválidos                | 54    | 9,16 / 100,00   | 1,74 |
| Total                   | Total                          | 589   | 100,00 / 100,00 |      |
| Eleitorado/Participação | Eleitorado/Participação        | 1 733 | 33,99 / 100,00  | 2,90 |

###### São João de Lourosa
| Partido                 | Partido                        | Votos | %               | +/-  |
| ----------------------- | ------------------------------ | ----- | --------------- | ---- |
|                         | Partido Socialista             | 434   | 33,59 / 100,00  | 4,92 |
|                         | Partido Social Democrata       | 334   | 25,85 / 100,00  | -    |
|                         | Bloco de Esquerda              | 131   | 10,14 / 100,00  | 5,51 |
|                         | CDS – Partido Popular          | 69    | 5,34 / 100,00   | -    |
|                         | Aliança                        | 52    | 4,02 / 100,00   | Novo |
|                         | Coligação Democrática Unitária | 38    | 2,94 / 100,00   | 3,37 |
|                         | Pessoas–Animais–Natureza       | 37    | 2,86 / 100,00   | 1,10 |
|                         | Basta!                         | 25    | 1,93 / 100,00   | 1,37 |
|                         | Nós, Cidadãos!                 | 17    | 1,32 / 100,00   | Novo |
|                         | LIVRE                          | 14    | 1,08 / 100,00   | 0,44 |
|                         | Outros (com menos de 1,00%)    | 36    | 2,78 / 100,00   |      |
| Votos Inválidos         | Votos Inválidos                | 105   | 8,12 / 100,00   | 0,14 |
| Total                   | Total                          | 1 292 | 100,00 / 100,00 |      |
| Eleitorado/Participação | Eleitorado/Participação        | 4 169 | 30,99 / 100,00  | 2,23 |

###### São Pedro de France
| Partido                 | Partido                        | Votos | %               | +/-  |
| ----------------------- | ------------------------------ | ----- | --------------- | ---- |
|                         | Partido Social Democrata       | 177   | 40,69 / 100,00  | -    |
|                         | Partido Socialista             | 146   | 33,56 / 100,00  | 4,00 |
|                         | CDS – Partido Popular          | 39    | 8,97 / 100,00   | -    |
|                         | Bloco de Esquerda              | 8     | 1,84 / 100,00   | 0,38 |
|                         | Pessoas–Animais–Natureza       | 8     | 1,84 / 100,00   | 1,17 |
|                         | LIVRE                          | 7     | 1,61 / 100,00   | 1,39 |
|                         | Coligação Democrática Unitária | 6     | 1,38 / 100,00   | 1,51 |
|                         | Basta!                         | 5     | 1,15 / 100,00   | 0,26 |
|                         | Outros (com menos de 1,00%)    | 14    | 3,22 / 100,00   |      |
| Votos Inválidos         | Votos Inválidos                | 25    | 5,75 / 100,00   | 1,30 |
| Total                   | Total                          | 435   | 100,00 / 100,00 |      |
| Eleitorado/Participação | Eleitorado/Participação        | 1 234 | 35,25 / 100,00  | 4,80 |

###### Silgueiros
| Partido                 | Partido                     | Votos | %               | +/-  |
| ----------------------- | --------------------------- | ----- | --------------- | ---- |
|                         | Partido Socialista          | 289   | 33,76 / 100,00  | 6,00 |
|                         | Partido Social Democrata    | 267   | 31,19 / 100,00  | -    |
|                         | CDS – Partido Popular       | 65    | 7,59 / 100,00   | -    |
|                         | Bloco de Esquerda           | 57    | 6,66 / 100,00   | 5,27 |
|                         | Pessoas–Animais–Natureza    | 25    | 2,92 / 100,00   | 2,18 |
|                         | Basta!                      | 24    | 2,80 / 100,00   | 2,52 |
|                         | Aliança                     | 17    | 1,99 / 100,00   | Novo |
|                         | Outros (com menos de 1,00%) | 33    | 3,85 / 100,00   |      |
| Votos Inválidos         | Votos Inválidos             | 79    | 9,23 / 100,00   | 1,43 |
| Total                   | Total                       | 856   | 100,00 / 100,00 |      |
| Eleitorado/Participação | Eleitorado/Participação     | 3 231 | 26,49 / 100,00  | 2,90 |

###### Viseu
| Partido                 | Partido                        | Votos  | %               | +/-  |
| ----------------------- | ------------------------------ | ------ | --------------- | ---- |
|                         | Partido Socialista             | 2 205  | 26,73 / 100,00  | 0,67 |
|                         | Partido Social Democrata       | 2 122  | 25,72 / 100,00  | -    |
|                         | Bloco de Esquerda              | 990    | 12,00 / 100,00  | 7,46 |
|                         | CDS – Partido Popular          | 562    | 6,81 / 100,00   | -    |
|                         | Pessoas–Animais–Natureza       | 441    | 5,35 / 100,00   | 3,97 |
|                         | Aliança                        | 293    | 3,55 / 100,00   | Novo |
|                         | Coligação Democrática Unitária | 287    | 3,48 / 100,00   | 3,07 |
|                         | LIVRE                          | 197    | 2,39 / 100,00   | 0,52 |
|                         | Nós, Cidadãos!                 | 138    | 1,67 / 100,00   | Novo |
|                         | Basta!                         | 123    | 1,49 / 100,00   | 0,52 |
|                         | Outros (com menos de 1,00%)    | 263    | 3,19 / 100,00   |      |
| Votos Inválidos         | Votos Inválidos                | 628    | 7,62 / 100,00   | 0,97 |
| Total                   | Total                          | 8 249  | 100,00 / 100,00 |      |
| Eleitorado/Participação | Eleitorado/Participação        | 22 823 | 36,14 / 100,00  | 0,50 |